# Scelidozaury
Scelidozaury (Scelidosauridae) – rodzina dinozaurów, która początkowo przynależała do ankylozaurów, a obecnie uważa się, że zwierzęta te są przodkami Ankylosauria i Stegosauria oraz że nie należą do żadnej z tych grup.
Były to duże (długość ciała ponad 5 m, ciężar ok. 2 t), czworonożne, roślinożerne dinozaury ptasiomiedniczne. Żyły w jurze na terenach Ameryki Północnej i Eurazji.
Do rodziny tej zalicza się rodzaje: bienozaur, luzytanozaur, scelidozaur